# Венем
Вене́м (фр. Venesmes) — коммуна во Франции, находится в регионе Центр. Департамент — Шер. Входит в состав кантона Шатонёф-сюр-Шер. Округ коммуны — Сент-Аман-Монтрон.
Код INSEE коммуны — 18273.

## География
Коммуна расположена приблизительно в 230 км к югу от Парижа, в 125 км южнее Орлеана, в 28 км к югу от Буржа.
Вдоль восточной границы коммуны протекает река Шер.

## Население
Население коммуны на 2008 год составляло 882 человека.
| 1962 | 1968 | 1975 | 1982 | 1990 | 1999 | 2008 |
| ---- | ---- | ---- | ---- | ---- | ---- | ---- |
| 614  | 618  | 689  | 669  | 714  | 739  | 882  |

## Экономика
Основу экономики составляют лесное и сельское хозяйство.
В 2007 году среди 528 человек в трудоспособном возрасте (15-64 лет) 380 были экономически активными, 148 — неактивными (показатель активности — 72,0 %, в 1999 году было 65,8 %). Из 380 активных работали 349 человек (182 мужчины и 167 женщин), безработных было 31 (15 мужчин и 16 женщин). Среди 148 неактивных 32 человека были учениками или студентами, 72 — пенсионерами, 44 были неактивными по другим причинам.

## Достопримечательности
- Коллегиальная церковь Сен-Пьер (XII век). Исторический памятник с 1927 года[3]
  - Надгробная плита на могиле шевалье де Кюллана, умершего в 1317 году. Исторический памятник с 1892 года[4]
- Замок Эг-Морт (XV век). Исторический памятник с 1926 года[5]

## Фотогалерея

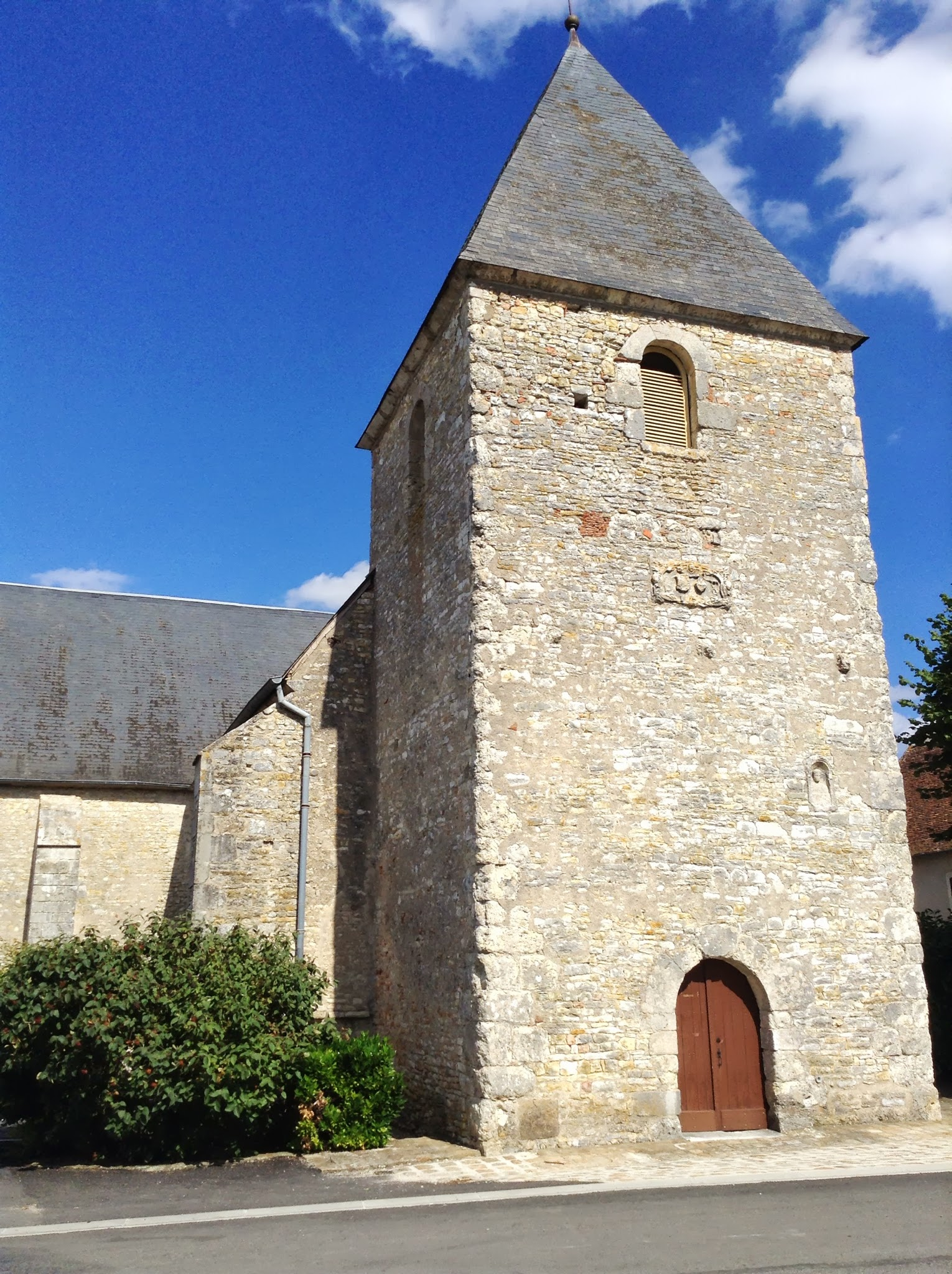
Коллегиальная церковь Сен-Пьер
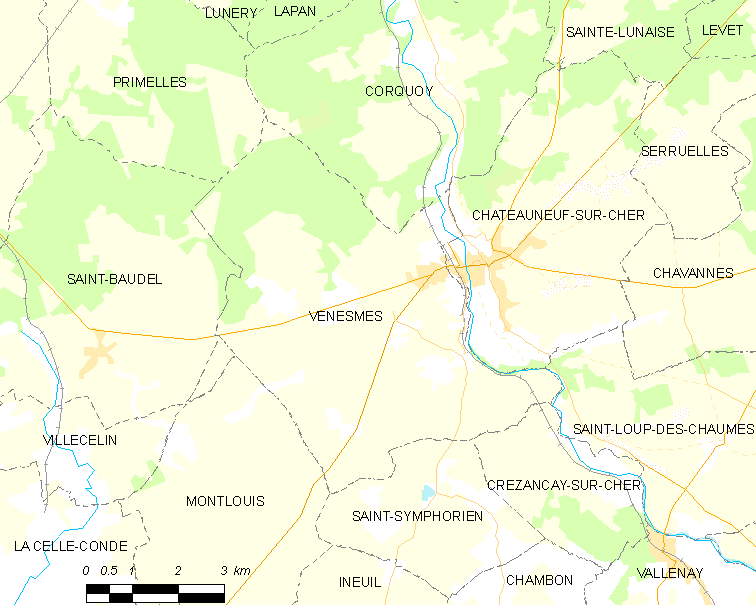
Карта коммуны